# Ökna, Örebro kommun
Ökna är en bebyggelse i Gällersta socken i Örebro kommun. Från 2023 avgränsar SCB här en småort.